# Чжан Сюэчэн
Чжан Сюэчэн (кит. трад. 章學誠, упр. 章学诚, пиньинь Zhāng Xuéchéng, 1738 — 1801) — китайский философ и историк эпохи Цин, крупнейший представитель Чжэдунской школы. В 1778 году удостоился высшей учёной степени цзиньши, преподавал в частных конфуцианских академиях. Служил секретарём высокопоставленного чиновника и учёного Би Юаня, работал в комиссии по составлению продолжения свода «Цзы чжи тун цзянь», но так и не сумел сделать официальной карьеры. Будучи конфуцианцем-рационалистом, он рассматривал канон как исторический источник, поэтому отвергал неоконфуцианскую метафизику и настаивал на внимании к вопросам современности. Его философские взгляды были близки янминизму, но без акцента на религиозные вопросы. Также он считал изменения в политической и административной системе закономерными и необходимыми в силу изменения исторической реальности, из чего следовало, что консервация порядков старины ошибочна и губительна. Хороший историк, по мнению Чжан Сюэчэна, исследует формы изменения морали, изыскивает причины, приводящие к тем или иным событиям, а также должен уметь вычленять тенденции, которые повлияют на их последующее развитие. Рассуждая о типах исторического письма, он пришёл к выводу, что возможны не только истории народов и государств, но также и отдельных семей и даже индивидуумов, каждой из которых присущ определённый жанр, включая биографии, семейные хроники и местные истории. Призывал радикально расширить круг источников официальной китайской историографии.
После кончины труды Чжан Сюэчэна (многие из которых были утрачены) были достоянием немногих интеллектуалов, собрание произведений увидело свет только в 1832 году. Его сочинения оказали известное воздействие на исторические взгляды Кан Ювэя и Тань Сытуна. Первым профессиональным историком, который систематически «переоткрыл» труды Чжана, был японский синолог Найто Торадзиро, опубликовавший в 1920 году его первую биографию. В 1922 году биографию Чжан Сюэчэна опубликовал и Ху Ши, после чего его роль в интеллектуальной истории Китая была полностью пересмотрена.

## Биография

### Ранние годы (1738—1756)
Точная дата рождения Чжан Сюэчэна неизвестна, он появился на свет в 1738 году. Разветвлённый клан Чжанов обитал в деревне Даосюй уезда Куайцзи управы Шаосин провинции Чжэцзян, близ залива Ханчжоу, более шести веков и возводил свою генеалогию к периоду Пяти династий; в каждом поколении непременно были учёные и государственные служащие. Одно землячество Даосюй в Пекине насчитывало около сотни членов. Земля не подходила для выращивания риса, поэтому клан производил хлопок и гнал рисовое вино. Дед Чжан Сюэчэна перебрался в город Шаосин, удостоился учёной степени, служил секретарём в ямыне, а его отец Чжан Бяо выгодно женился на дочери некоего Ши Ицуня, получившего затем посмертный титул, и в 1742 году удостоился высшей учёной степени цзиньши. Вершиной карьеры Чжан Бяо стала должность окружного судьи в Хубэе (в 1751 году). Дед и отец Чжан Сюэчэна были образованными людьми и особенно почитали труды Сыма Гуана и даосский трактат «Главы об отклике Высшего Величайшего». Чжан Бяо был заядлым читателем, и если ему попадалась книга, которой не было в домашней библиотеке, он стремился переписать её текст и расстраивался, если приходилось вернуть раньше, чем была сделана копия. Бяо также занимался поэзией, некоторые образцы его творчества были сведены воедино сыном и снабжены предисловием; он всячески наставлял Сюэчэна следовать образцам эпохи Тан.
Сведений о ранних годах Чжан Сюэчэна почти не осталось, некоторые автобиографические свидетельства были зафиксированы спустя 40 или 50 лет после описываемых событий. По-видимому, он был единственным сыном, у него была сестра, старше его шестью годами, и несколько младших. Старшая сестра много занималась с ним в детстве и учила говорить. Также у него не было дядьёв по отцовской линии; ещё какой-то родственник в раннем возрасте приохотил его к вину. В автобиографии он вспоминал, что в течение года тяжело болел, и это препятствовало учению, поскольку совсем не было памяти; он не мог читать больше 100 иероглифов в день. В 1751 году Чжана отдали в школу родственников — семейства Ду — с самым младшим из которых — Ду Пинхэ (которого также считали «тугодумом») — он сдружился на всю жизнь. Учитель, согласно «Автобиографии», считал лучшим средством для улучшения памяти бамбуковую палку. В целом Чжан не отличался способностями и к 14-летнему возрасту ещё не заучил наизусть «Четверокнижие». Тогда же его женили на девице Юй, а когда отца по службе отправили в Хубэй, он забрал всё семейство с собой. Отец решительно взялся за его наставление, запретил брать в руки книги, не относящиеся к учебному канону, и нанял домашнего учителя, чтобы готовиться к написанию восьмичленных сочинений. В 16-летнем возрасте Чжан увлёкся «Цзо чжуанью» и «Го юй», а также сочинениями Хань Юя, которые считались образцом прозы древнего стиля гувэнь. Он попытался переписать «Цзо чжуань», изменив хронологическое расположение материала на причинно-следственное. Осознав себя историком, Чжан Сюэчэн приступил к написанию «Истории Восточной Чжоу» в 100 главах, занимаясь этим проектом почти три года. Ему пришлось заложить драгоценности жены, чтобы заказывать эстампажи надписей на бронзовых сосудах, находившихся в разных коллекциях. Учитель посоветовал для начала «научиться писать» (американский синолог Д. Найвисон сравнивал обучение китайского книжника со штудиями его европейского коллеги в цицероновой латыни), и в результате проект так и остался незаконченным.

### Хубэй — Пекин (1756—1771)
В 1756 году провинциальный судья Инчэна Чжан Бяо был снят с должности за «попустительство» при рассмотрении уголовного дела, а далее был обвинён в ещё одном проступке, приговорён к штрафу и увольнению с государственной службы. Не имея дохода, обременённый долгами, он не вернулся в Даосюй и преподавал в частных учебных заведениях Хубэя вплоть до кончины в 1768 году. Кроме того, он состоял в комиссии по составлению описания уезда Тяньмэнь (天門縣誌), в которую был введён в 1764—1765 годах по приглашению местного магистрата.
Чжан Сюэчэн в 1760 году отправился в Пекин, где неудачно попытался сдать экзамены на степень цзюйжэня; он квартировал у родственника и смог завести близких знакомых из землячества клана Чжан, с которыми долгие годы переписывался. В 1762 году Сюэчэн посетил малую родину в Шаосине и вновь отправился в Пекин; экзамены на конфуцианскую степень не удалось выдержать и на этот раз, но полученные результаты позволили поступить на казённый кошт в Гоцзыцзянь; с перерывами он числился его студентом в течение десяти лет. Казённая стипендия была невелика и почти вся уходила на пополнение библиотеки. В автобиографии он свидетельствовал, что очень хотел заполучить полное издание «Двадцати четырёх династических историй», но его пришлось собирать по отдельным томам в течение трёх лет. Жена и наложница Чжана, а также его сыновья (1760, 1765 и 1768 годов рождения) жили в Хубэе. Он не являлся блестящим студентом и неизменно стоял в конце экзаменационных списков. Тем не менее у Чжана были друзья-интеллектуалы, особенно его сосед Цзэн Шэнь и Чжэнь Суннянь. Они переписывались во время длительной поездки Сюэчэна в Хубэй в 1763—1764 годах, когда отец привлёк его к составлению описания уезда Тяньмэнь. Так появился первый трактат Чжана — «Десять предложений для составителей провинциальных историй», ряд идей которого были затем подробно раскрыты в других сочинениях. Например, Чжан советовал добавить к традиционным структурным единицам истории — анналам, таблицам, биографиям, трактатам, — ещё и карты и иллюстрации. Он также настаивал, что местные ямыни должны заботиться о сохранении архивов. Он также писал об объективности истории, когда Чжэнь Сунняню заказали хвалебную биографию, и указывал, что историк не должен обращаться к описанию деяний ещё живущих людей.
В 1765 году Чжан вернулся в Пекин и вновь неудачно держал испытания на степень цзюйжэня. Его сочинение высоко оценил экзаменатор Шэнь Ефу и взял Чжана личным учеником на своё иждивение. Именно Шэнь познакомил его с Чжу Юнем — редактором императорской книгопечатни. Он был писателем и интеллектуалом, которого высоко ценил император, а его брат Чжу Гуй был воспитателем наследника престола. В результате учителем Чжана сделался Чжу Юнь (он находился в трёхлетнем трауре и не мог занимать официальных должностей), и он перешёл в его дом, присоединившись к У Ланьтину и Фэн Тинчэну. Чжу Юнь убедил Чжана, что у него нет таланта каллиграфа, и он не должен тратить сил и времени на это занятие, а также рассуждал, что при подготовке к экзаменам следует развивать те грани таланта, которые действительно поддаются развитию. Чжу-педагог придерживался идеи, что главным в учении является не формальное «натаскивание», а спонтанный прорыв Дао, которые может быть достигнут только интеллектуальным совершенствованием. В 1766 году, вероятно, Чжан мог встречаться и с Дай Чжэнем, который тогда находился в столице; во всяком случае, в переписке с родными он ярко описывал свои эмоции от его учения.
На промежуточных экзаменах 1766 года высокую оценку способностям Чжана дал библиотекарь Академии, и с 1767 года молодого историка привлекли к составлению «Описания Гоцзыцзяня» на полный рабочий день. В 1768 году Чжан Сюэчэн квартировал у кузена и готовился к осенним экзаменам, заручившись поддержкой наставника Академии и экзаменатора Чжу Фэньюаня; в результате удалось попасть только в дополнительный список. После кончины отца в том же году у Чжана не было средств на выезд в Хубэй, а ещё предстояло содержать семью. Тогда он распорядился своим домашним приехать в Пекин, захватив с собой гроб с телом отца; удалось осуществить перевозку вместе с налоговым зерном, доставляемым в столицу. По пути погибла треть отцовской библиотеки — три с лишним тысячи цзюаней книг. Чтобы поддержать Чжана финансами, друзья устроили его в редакцию по составлению дополнения к энциклопедии «Тундянь», где он проработал два года. На этом посту он познакомился с Ван Хуэйцзу и поддерживал с ним дружбу до собственной кончины. Наконец, когда в 1771 году Чжу Юнь был назначен главой ведомства образования Аньхоя, он пригласил Чжана к себе.

### Попытки карьерного устройства (1772—1787)
Зимой 1771—1772 годов 34-летний Чжан Сюэчэн состоял в свите Чжу Юня, в которой было много других выдающихся интеллектуалов, в том числе Хун Лянцзи. Чжана устроили секретарём и чтецом экзаменационной комиссии уезда Тайпин, и он активно занимался со своим земляком Шао Цзиньханем, с которым они писали сочинения на одинаковую тему. В 1772 году Чжан совершил поездку в Нинбо к Фэн Тинчэню, в этом году в переписке впервые появляется заглавие его основного труда — «кит. трад. 文史通義, упр. 文史通义, пиньинь wénshǐ tōngyì, палл. вэньши тунъи», однако неизвестно, в каком виде он задумывался автором и существовал в это время. В том же году зафиксирован интерес Чжан Сюэчэна к библиографии и редким книгам — Чжу Юнь выдвинул проект составления гигантской библиотеки-серии, и, вероятно, эти вопросы обсуждались в кругу его клиентелы. Однако работы в издательском комитете Чжан не получил, зато весь 1774 год провёл, составляя описание уезда Хэчжоу. Это было первое полностью законченное объёмное сочинение Чжана, составленное в соответствии с его взглядами. Например, он добавил раздел объёмом 8 цзюаней, в котором воспроизводились важнейшие документы по истории данной местности или литературные произведения местных уроженцев, которые выделялись особой изысканностью. Трактат даже был напечатан, но так и не получил широкого распространения, и тогда Чжан радикально сократил его, оставив лишь те части, которые имели значение манифеста учения об истории. Ранее, во время поездки в 1773 году в Нинбо, Чжан встречался с Дай Чжэнем, уже назначенным в издательский комитет «Сыку цюаньшу».
В девятый лунный месяц 1773 года Чжу Юнь был переведён в Пекин, а Чжан Сюэчэн лишился влиятельного патрона. Осенью 1774 года он попытался сдать провинциальные экзамены в Ханчжоу и в очередной раз провалился; зимовал он у Фэн Тинчэня в Нинбо. Весной 1775 года Фэн был переведён на Тайвань, и Чжан Сюэчэн, не сумев найти себя на малой родине, вернулся в столицу. Материальное положение его, очевидно, было плачевным — он дважды менял квартиру по причине неуплаты, но совершенно неизвестно, на какие средства существовал в эти годы. Во всяком случае, Пекин был переполнен интеллектуалами и предоставлял возможность нерегулярно зарабатывать редактированием биографий и эпитафий или неформальной работой в комитете по составлению «Сыку цюаньшу». Разовую помощь могли оказать и друзья, например, Ло Юйгао, который, увидев, что 17-летний сын Чжана плохо одет, дал ему 100 медяков. Сюэчэн даже имел возможность время от времени приобретать книги (Д. Найвисон назвал это «неизлечимой зависимостью учёного»).
Весной 1777 года Чжан был приглашён наставником в конфуцианскую академию Динчжоу, что стало началом почти десятилетней работы преподавателем в разных заведениях, чаще всего в окрестностях Пекина. Весной 1778 года Сюэчэн участвовал в экзаменах на степень цзиньши; главой комиссии был Лян Гочжи, который тогда совмещал должность Великого секретаря и личного секретаря императора. Он не любил казённо-стандартных сочинений, поэтому обратил внимание на рассуждения Чжана и на то, что они земляки. 41-летний учёный удостоился высшей конфуцианской учёной степени (заняв 54-е место из 157) и нанёс в Гоцзыцзянь благодарственный визит.
Даже получив высшую степень, Чжан не смог реализовать себя на государственной службе. В 1777—1788 годах он преподавал в пяти разных учебных заведениях, из которых четыре располагались в провинции Чжили, а пятое — в Хэнани. Близость к столице позволила учёному не перевозить семью по мере смены мест работы; главным покровителем в этот период стал Чжоу Чжэньжун. В 1779 году им была заказана история уезда Юнцин, которую Чжан Сюэчэн написал по собственному методу, разделив отдел описаний на шесть глав, соответствующих традиционным китайским министерствам. Литературного отдела в сочинении не было вообще. Три четверти объёма книги занял отдел экономики, в котором был скрупулёзно перечислен порядок цен. Однако в 1780 году Чжан вызвал немилость Лян Гочжи, был вынужден оставить преподавание и в начале 1781 года совершил поездку в Хунань, очевидно, в поисках работы. На обратном пути его ограбили разбойники, лишив даже верхней одежды; погибла и рукопись Вэньши тунъи (её раннюю версию по черновикам и частям, некогда отправленным друзьям, удалось восстановить примерно наполовину). Новым покровителем стал Чжан Вэйци, начальник уезда Фэйсян, который поставил историка во главе местной Цзинчанской академии. Однако зимой 1781 года Чжана перевели в уезд Дамин, и Сюэчэн последовал за патроном, занявшись составлением описания этого уезда. Через некоторое время историка назначили главой академии Цзиншэн в префектуре Юнпин, куда он даже перевёз семью и гробы с останками отца и матери, которые рассчитывал когда-нибудь упокоить на родовом кладбище. Несмотря на отдалённость уезда (на маньчжурской границе), здесь нашлись коллеги и единомышленники, один из которых сдавал столичные экзамены вместе с Чжаном. Родственник уездного начальника Цай Сюня, в свою очередь, сдавал экзамены вместе с отцом Чжана. Сюэчэн даже написал предисловие к сборнику стихов супруги Цай Сюня, в котором выразил свою консервативную позицию по женскому вопросу.
После конфликта с уездным начальником Юнпина Чжан Сюэчэн весной 1783 года отправился в Пекин, где тяжело заболел. Его выхаживали в доме Шао Цзиньханя. Тем временем Цай Сюнь был обвинён в коррупции и злоупотреблениях, причём Чжана попутно обвинили в том, что он рассчитывал схемы налоговых манёвров. В порыве гнева император Цяньлун приговорил Цай Сюня к смертной казни, насколько репрессии затронули Сюэчэна, документы умалчивают. Тем не менее после выздоровления он вернулся в Юнпин и отправил своих учеников на осенние экзамены. Зимой 1783 года Чжан Сюэчэн переехал в Баодин, где возглавил Лотосовую академию, прослужив на этом посту три года. Он перевёз и всех домочадцев, которых насчитывалось свыше двадцати. От этих лет осталось мало письменных свидетельств; Д. Найвисон полагал, что учёный погрузился в депрессию. Вдобавок в городской тюрьме содержался Цай Сюнь, которому казнь заменили на пожизненное заключение (он скончался в 1788 году). В то же время уровень доходов Чжана возрос настолько, что в 1785 году он смог опубликовать книгу за собственный счёт, — это сборник памяти его отца и деда. После кончины Лян Гочжи, с которым Чжан восстановил отношения, зимой 1787 года Сюэчэна уволили из Баодинской академии. Жить пришлось на съёмной квартире, до конца года скончались двое близких родственников, в том числе пятый по счёту сын. Во время поездки в Пекин для оформления ожидания вакансии он вновь подвергся ограблению и окончательно решил расстаться с идеей о государственной службе, покинув столичную провинцию.

### Последние годы жизни (1788—1801)
Возможной причиной, побудившей Чжан Сюэчэна оправиться на юг Китая, было приглашение Би Юаня — одного из самых высокопоставленных цинских интеллектуалов XVIII века. Первая их встреча прошла в 1787 году в Кайфыне, когда Би Юань занимал должность губернатора Хэнани, а Чжан попытался заинтересовать его обширным проектом по составлению и изданию сводной «Исторической критики». Губернатор заинтересовался и назначил историка главой Вэньчжэнской академии в уезде Гуйдэ, куда Чжан перевёз семейство. По-видимому, Би Юань учредил специальный авторский коллектив, главой которого стал Чжан Сюэчэн, а среди сотрудников оказались Хун Лянцзи, Лин Тинкань и другие. Они, по-видимому, должны были готовить и материалы для «Аннотированного каталога Сыку цюаньшу». Однако обеспеченное существование длилось недолго: губернатора Би срочно перевели в Хугуан, пострадавший от наводнения, и зимой 1788 года Чжан Сюэчэн перебрался в Аньхой, где начальником уезда служил один из его пекинских друзей. Весной 1789 года он перебрался в Тайпин, где занимался генеалогией и эссеистикой, а затем через Янчжоу (где жил Шэнь Ефу) в Бочжоу, где до весны 1790 года был занят составлением описания этого уезда. После этого он вновь на несколько лет вернулся под покровительство Би Юаня в Хубэй.
В 1794 году Би Юань был отозван в Тяньцзинь для императорской аудиенции, а Чжан Сюэчэн остался в свите генерал-губернатора Хуэйлиня, маньчжура, переведённого из Сычуани. Осенью Би Юаня перевели в Шаньдун с понижением (он вызвал неудовольствие из-за недонесения о восстании), тогда как историк заканчивал сводную историю Хубэя. Лишившись финансовой поддержки со стороны Би Юаня, Чжан вернулся на малую родину — в уезд Куайцзи, где его семья жила ещё с 1793 года. Ранее он предполагал, что написание и издание большого исторического труда позволит вернуть себе положение в обществе и гарантировать обеспеченную старость. Несмотря на то, что в начале 1795 года Би Юаня вернули в Хубэй, Чжан Сюэчэн не стал восстанавливать отношений с ним — началось восстание мяо, и губернатору было не до научных занятий. До середины 1795 года Сюэчэн жил в родовом гнезде, приводил в порядок рукописи, писал предисловия и автобиографию. По-видимому, односельчане чрезвычайно уважали его за образованность, и он не испытывал материальных тягот. В Шаосине он познакомился с потомками Хуана Цзунси, которого глубоко почитал.
В 1796 году Чжан ездил в Янчжоу навестить Шэнь Ефу и помочь ему привести в порядок семейную родословную, написал для неё предисловие и несколько биографий фамилии Шэнь. Эти занятия также побудили его написать специальное эссе об искусстве составления эпитафий. В том же году он напечатал крайне малым тиражом (вероятно, не более 20 экземпляров) Вэньши тунъи, причём в это издание вошло только 8 текстов; это было единственное прижизненное издание исторических сочинений Чжан Сюэчэна. Возможно, это была разновидность самопрезентации для потенциальных покровителей. В конце 1796 года аньхойским губернатором был назначен Чжу Гуй, которому историк немедленно написал объёмное послание, прося устроить в какую-либо конфуцианскую академию в Хэнани или Чжили. Вероятно, обращение возымело действие, поскольку до конца 1797 года Чжан Сюэчэн служил в экзаменационных комиссиях в Тунчэне и Аньцине; много дискутировал с Яо Наем.
О последних годах жизни Чжан Сюэчэна известно крайне мало. По просьбе Шао Цзиньханя в 1800 году он написал автобиографию, в конце которой добавил, что постепенно слепнет и не надеется надолго задержаться в этом мире. Свой архив в 1801 году он передал Ван Цзунъяню, завещав привести в порядок рукописи и издать их, и скончался в одиннадцатом лунном месяце.
После кончины Чжан Сюэчэн был настолько прочно забыт, что в библиографических справочниках долгое время его фамилия записывалась иероглифом 张, а не 章. Старший сын — Исюань — так и не смог получить степень выше цзюйжэня, тогда как второй сын Чжан Хуафу стал судьёй и, когда служил в канцелярии хунаньского губернатора, в 1832 году опубликовал полное издание Вэньши тунъи. Несмотря на то, что существовала небольшая группа почитателей учёного, располагавшая несколькими копиями каждой рукописи его сочинений и писем, труды Чжана были известны только избранным интеллектуалам. Только в 1853 году известный библиофил У Чунъяо включил два сборника сочинений Чжана в библиотеку-серию «Юэятан цуншу» (粤雅堂丛书), сделав их доступными для более широкого круга учёных. Из историков традиционного Китая доктрины Чжан Сюэчэна, возможно, оказали некоторое воздействие на Гун Цзычжэня, и с ними прямо полемизировал сычуаньский конфуцианец Ляо Пин.

## Исторические и философские воззрения
В силу обстоятельств биографии и личных взглядов Чжан Сюэчэн не оставил цельного и последовательного изложения своих взглядов. Все его сохранившиеся сочинения были отредактированы сыновьями и учениками и опубликованы посмертно далеко не в полном объёме. Полное собрание сочинений, впервые вышедшее в 1922 году, составили всего два труда: «Проникновение в смысл литературы и истории» (文史通義, 9 цзюаней) и «Проникновение в смысл текстологии» (校讎通義, 3 цзюаня). Положение Чжана в современной ему науке эпохи Цин было маргинальным: к середине XVIII века в ней господствовали школа «ханьского учения», активно пропагандируя историко-филологические методы «доказательного изучения», которыми Чжан пользовался, не разделяя генеральной тенденции. Его не увлекали изыскания в области этимологии иероглифов или исторической фонологии, и он возражал против подчинения истории филологии. Отчасти это отражало его несогласие с главным содержанием «доказательного изучения», которое американский синолог Б. Элман описывал как «поиск истины в конкретных вопросах».

### История и мораль
Исторические, этические и философские взгляды Чжан Сюэчэна были неразрывно связаны друг с другом и концентрировались вокруг понимания Дао. Дао, который определяет и задаёт образцы природосообразного человеческого поведения, требует и правильного понимания истории. Следовательно, образование и воспитание необходимы для развития правильного видения Дао, а самосовершенствование закономерно следует из них. Поскольку традиционное восприятие истории в Китае делало её «учебником моральных примеров», главной задачей исторического познания на тот момент является выработка возможности морального суждения относительно любого события любой исторической эпохи. Эта же задача требует понимания места человека в истории. Чжан Сюэчэн различал три взаимосвязанных типа знания: во-первых, понимание исторического контекста, в котором живёт изучаемая личность; во-вторых, характер эпохи, в которой живёт человек, чтобы можно было описать дух времени; в-третьих, «вчувствование», которое позволяет понять стремления данной личности и осуществить проникновение в его сердце-сознание (синь). Чжан рекомендовал медитативные практики, чтобы отрешиться от своей современности и влияния свойственных ей мод (в том числе интеллектуальных), неэтичных оценок и эмоциональных суждений; то есть историк обязан делать поправку на своё собственное сознание и место в истории. Таким образом, историческое понимание и критика неотделимы от самосовершенствования. Правильное понимание истории требует правильного историка, которому свойственна благодать-дэ.
Чжан Сюэчэн разделял весь исторический процесс на три периода. Изначальный (древнейшие владыки древности, династии Ся и Шан-Инь) этап определяется саморазвитием Дао, что описано в специальном эссе «О Дао». Согласно Чжан Сюэчэну, Дао проявляет себя в человечестве, и формы проявлений меняются по мере изменения человеческих потребностей. По мере увеличения численности людей им потребовались такие формы самоорганизации, чтобы эффективно жить и работать совместно. Хотя он не писал об этом прямо, общественные формы, следующие Дао, добродетельны и приносят благо, а любая попытка пойти против Дао губительна. Второй период (династия Западное Чжоу) — золотой век человечества. В это время все формы морали и общественного устройства достигли зрелости и завершённости. Дао полностью проявилось в мире. Чжан Сюэчэн выделил несколько важных диагностирующих признаков состояния идеального общества: например, неразделимость учёности и власти, профессий чиновника и учителя. Равным образом обязанности воспитания и образования целиком брало на себя государство, а частных школ и учителей не существовало. Правительственные чиновники несли добродетель в народ посредством повседневной деятельности, и эта деятельность предоставляла все моральные уроки в готовом виде, которыми можно воспользоваться немедленно. Составленные в процессе данной деятельности тексты стали затем восприниматься как канонические, хотя описания ритуалов всего лишь фиксировали древнюю повседневность. Поэтому древнейшие тексты лишены авторства, а каждый канонический текст отображал те или иные отделы системы управления династии Чжоу. Разные подходы к пониманию Дао в эту эпоху были уравновешены и дополняли друг друга. Именно к этому состоянию приложима главная формула учения Чжан Сюэчэна — «Шесть канонов — это вся история» (六經皆史也). В трактовке историка Ф. Айвенго она означает следующее: человечество, утратив состояние золотого века, приняло книги, фиксирующие обыденность эпохи Чжоу, за книги о сущности Дао, то есть суждения о более низком уровне бытия за описание высшего бытия или за объяснения того, чем Дао является. Тем не менее конфуцианский канон («Пятиканоние» и «Юэ цзин») зафиксировал истинное Дао, разлитое в мире, — но только в конкретном времени и месте; впрочем, основываясь на канонических текстах, можно осознать их значение.
После падения дома Западного Чжоу началась эпоха конкуренции различных частных мнений, школ и версий учения о Дао. Чжан Сюэчэн нигде не объяснял причины совершившейся катастрофы, как и не проводил анализа, почему идеальное состояние Поднебесной завершилось хаосом. Однако в эссе о Небе историк утверждал, что любая комплексная попытка описать намерения Неба также носит исторический характер, ибо Небо не механично по своей структуре и действию и изменяется через длительные промежутки времени, делающие невозможными попытки понять его во всей полноте. Это не означает прозрения Чжаном теории эволюции: он полностью разделял традиционные китайские представления о неизменности основных мировых структур и периодической повторяемости исторических эпох и духа времени. Моральный урок эпохи хаоса таков: умный и образованный человек должен познать время своей жизни и стремиться вернуть равновесие Дао.

### Чжан Сюэчэн и янминизм
Чжан Сюэчэн, хотя и был по своим взглядам ортодоксом, глубоко воспринял философию Ван Янмина. Этические суждения исходят из человеческого сердца-сознания, поэтому не могут быть до конца исчерпаны словами. Истинное сознание, функционируя должным образом, спонтанно приводит к правильным суждениям, определяющим и восприятие. Ван Янмин это описывал в категориях «совпадающего единства знания и действия» — своеобразного разрешения основного философского вопроса конфуцианства и неоконфуцианства. Чжан Сюэчэн историзировал эти взгляды, считая, что этика не может быть полностью выражена словами в силу постоянно изменчивого исторического контекста, в пределах которого только и может осуществляться человеческая деятельность. Лишь истинный историк существует с осознанием текущего исторического момента, и это — врождённый дар, хотя он поддаётся развитию. Это также тесно связано с его учением: в эссе «О Дао» говорится следующее:

Дао — то, благодаря чему тьма дел и тьма вещей таковы, каковы они суть, а не то, что они суть как таковые.
Иными словами, Дао непознаваемо, но оно проявляет себя в орудиях; они неразделимы так же, как тело и его тень. То есть не только конфуцианский канон, но и формы морали носят исторический характер. Выработка морального суждения и чувства историзма требует трудоёмкого овладевания навыками и знаниями, которые позволят «выносить за скобки» своё субъективное при оценке потока исторических событий. Этическое суждение неотделимо от интеллектуального развития.

### Историзм Чжан Сюэчэна
Профессор Университета штата Пенсильвания У Аньцзу (伍安祖, Ng On Cho) рассматривал исторические взгляды Чжан Сюэчэна в более широком контексте цинского историзма. Он утверждал, что передовые цинские мыслители, уровня Гу Яньу или Хуана Цзунси, разошлись с неоконфуцианским антиисторизмом, но не освободились от веры в надысторическую и универсальную реальность, которая могла отождествляться с Дао или Великим пределом; высшая реальность упорядочивала и структурировала изменения. Доктрина «доказательного изучения» была направлена на решение прагматических вопросов — отыскание истинного Дао, сокрытого в классическом каноне, и возврат человечества в состояние золотого века. В этом плане цинский «антикизирующий» проект следует рассматривать как религиозный и, следовательно, антиисторический. На практике это, однако, привело к бурному развитию герменевтики, проблематизации идеальной древности и историзации классического канона. При этом У Аньцзу противопоставлял исторические взгляды Дай Чжэня и Чжан Сюэчэна. Дай Чжэнь сделал основой своей философии взгляд на вечное и неизменное Дао, которое даже не может напрямую присутствовать в человеческой психике — настолько оно глубоко и всеобъемлюще. В этом смысле понятия Дао и истории противопоставлены друг другу. Чжан Сюэчэн в основе своей оставался классицистом, которого интересовала история институтов и установлений глубокой древности, во время которой были достигнуты равновесие и высшее совершенство. Однако присущий Чжану имманентизм историзировал Дао, формы проявления которого ограничены во времени и конкретны. Изучение древности должно привести в первую очередь к возможности управления делами современности.
Вопросы предназначения истории, её места в жизни общества и государства являлись приоритетными для Чжан Сюэчэна. Это не отменяло прагматической ориентации: Чжан неоднократно повторял, что ремесло историка должно служить «делам правления», при том что он никогда не имел официального статуса. Он утверждал, что историческое произведение должно выступать как источник политического опыта для правителя, воспитывать его подданных и быть зерцалом для следующих поколений. Себя он считал продолжателем дела, начатого в эпоху Тан Лю Чжицзи, хотя и отмечал, что его предшественник основное внимание уделял методу истории, а он сам — смыслу. Поскольку провинциальные и уездные описания были единственным историческим жанром, доступным Чжан Сюэчэну, он активно занимался его теоретическим осмыслением. Эти вопросы поднимались в его переписке с друзьями и коллегами, а также в специальных «Заметках о принципах составления фан чжи». И здесь он широко использовал конфуцианские представления:

Подобно тому, как семья имеет родословную, так и области и уезды имеют описания — чжи, а государство имеет историю — ши; смысл один и тот же.

## Чжан Сюэчэн и конфуцианское отношение к женщинам
Между 1797—1798 годами Чжан Сюэчэн опубликовал эссе «Женская наука» (кит. трад. 婦學, упр. 妇学, пиньинь fùxué, палл. фусюэ), которое получило известность задолго до его «переоткрытия» как историка. Эссе несколько раз переиздавалось в XIX и в начале XX веков, в том числе в знаменитой библиотеке-серии «Тексты из спальных покоев» (香豔叢書), посвящённой исключительно альковной теме. При этом Чжан Сюэчэн как по своим убеждениям, так и по обстоятельствам написания Фусюэ был далёк от споров по женскому вопросу. В этом тексте он рассматривал тексты «Ши цзина» в контексте их подлинности или подложности и возможности ортодоксального толкования. Во-вторых, эссе было посвящено критическому разбору теорий поэта Юань Мэя и женского поэтического кружка, произведения которого он опубликовал в «Антологии поэзии учениц из Суйского сада» (隨園女弟子詩選). Сочетание фусюэ было использовано Юань Мэем как метоним и отсылало к образам женщин — хранительниц классического наследия из «Ши цзина». По выражению американской исследовательницы Сьюзан Манн, «вопросы женского образования вообще были наименьшим из того, что заботило Чжана».
Эссе Чжан Сюэчэна невелико по объёму, занимая 10 китайских (двойных) страниц печатного текста. Сочинение начинается цитированием конфуцианских классиков по вопросу участия женщин в ритуалах династии Чжоу и далее перечисляет китайских писательниц, начиная от Бань Чжао. При этом не упоминались танские учебные тексты, такие как «Женский Лунь юй» и «Сяо цзин для женщин»; равно игнорируются дидактические тексты для женщин, созданные в эпохи Мин и Цин, о которых Чжан не мог не знать. Собственно, это введение необходимо, чтобы обозначить собственные взгляды Чжан Сюэчэна на различие форм выражения мужского и женского Дао. Поскольку способность к постижению Дао и выражению своих мыслей в письменной форме отличает человека от животных, письмо является орудием Дао. Соответственно, тексты не являются формой самовыражения, поскольку способствуют индивидуальному проявлению всеобщего Дао: пишущий выходит за пределы своего разума и вступает в контакт с вещами мира, адекватное письменное выражение требует как жизненного опыта, так и строжайшего следования формальным тропам, заложенным в канонических текстах. Пример Бань Чжао необходим, чтобы чётко разделить классический идеал и его женские формы. Классический идеал женственности, определённый в «Чжоу ли», включал моральный кодекс жены, умение держать себя в обществе, изящные манеры и рукоделие; он также обозначался термином фусюэ. Чжан Сюэчэн заявил, что формы выражения женского Дао следуют из перечисленных четырёх добродетелей, а попытка получения женщиной мужского образования унижает её и развращает, отдаляя вдобавок от женской культуры. Мужское образование, связанное с системой экзаменов, также бесконечно далеко от конфуцианского канона, поскольку основано на стремлении к власти и богатству. Поэтому нет необходимости втягивать женщин в гонку за «славой»; напротив, они ближе к первоначальному каноническому идеалу: осуществляя передачу Дао через домашний ритуал, они не могут стяжать ни славы, ни награды. В древности, когда чиновник получал образование, работая на своём посту (а не получая образование, чтобы потом занять место), были и женщины, возглавлявшие дворцовые палаты, целительницы, специалисты по ритуалу и так далее. После установления империи образование стало частным делом, и мир женщин окончательно стал внутрисемейным. В этом смысле пример Бань Чжао или Сун Жошэнь полностью соответствует классическим установлениям: они выросли в семьях, поколениями укоренённых в конфуцианской традиции, и взяли на себя мужские обязанности потому, что главы рода — мужчины — в силу ряда обстоятельств больше не было, и некому было исполнить долг данной семьи. В обоих случаях равенство женщин мужчинам-учёным было санкционировано императором. То есть чрезвычайные обстоятельства требовали чрезвычайных мер, а действенность ритуала не ставилась под сомнение. Равным образом женщины-учёные эпохи Сун и Юань (например, жена Чжао Мэнфу), высококультурные танские куртизанки, — были «тенью» мужчины — мужа или покровителя, который формировал их по классическим лекалам.
Чжан Сюэчэн одобрял введённый маньчжурами запрет на участие женщин в театральных постановках и закрытие придворной музыкальной палаты. Это свидетельствовало, по его мнению, о «чистоте и строгости» в проведении конфуцианского ритуала, и дом Цин не знал равных в благоговении к ритуалу от Трёх династий глубокой древности. Одобрял он и наследственный статус падших женщин, которые ни при каких обстоятельствах не могут сравняться со свободнорождёнными матронами. Таким образом, маньчжуры ликвидировали институты, которые смешивали мужское и женское Дао, восстановив оба в их изначальной чистоте. Поэтому женский литературный кружок Юань Мэя является анахронизмом, который создан невеждой. Чжан ни разу не упоминал о бинтовании ног; вероятно, историк считал этот обычай само собой разумеющимся, и он его не беспокоил.
Сьюзан Манн отдельно проанализировала взгляды Чжан Сюэчэна на женский вопрос в контексте его современности. Выяснилось, что многие конфуцианцы, как и Чжан, не подвергали сомнению факт, что мужчины и женщины от рождения наделены одинаковым по силе интеллектом. Писатель Лань Динъюань в предисловии к трактату «Женское учение» писал, что разница между уровнем образования мужчин и женщин образуется из-за того, что талант последних не развивается после выхода замуж, тогда как мужчина может учиться всю свою жизнь. Старший современник Чжана Чэнь Хунмоу вообще призывал как центральные, так и местные власти вкладывать средства и всячески поощрять женское образование. Более того, откровенное пренебрежение Чжана к женским версиям конфуцианских канонов свидетельствует об их широком распространении в эпоху Цин. Ещё в конце эпохи Мин было составлено «„Четверокнижие“ для женщин». Чжан Сюэчэн не рассматривал необходимости образования для женщин, хотя бы в прагматическом плане, ибо обучение он понимал как процесс самовоспитания и самоформирования. Более того, он явно не понимал, как образованная женщина его современности сможет реализовать свои таланты и потенциал.

## Историография и оценки
В современной китайской, японской и западной историографии Чжан Сюэчэн считается выдающимся китайским историком, который во многом опередил своё время. Американский синолог, специалист по интеллектуальной истории Бенджамин Элман приводил пример Чжана, чтобы проиллюстрировать господство конфуцианского мышления в современной китайской историографии и зависимом от неё западном китаеведении. По мнению Элмана, современная китайская интеллектуальная история есть «ухудшенная версия истории китайской философии», основанной на конфуцианстве. Её модель и набор изучаемых персоналий были предложены в первой трети XX века Лян Цичао и Ху Ши, и с тех пор пересматривались мало. Лян Цичао одно время почитал Чжан Сюэчэна наравне с Хуаном Цзунси как учёного-«синтезатора», а Чжан Бинлинь высоко оценивал методы своего однофамильца в исследовании канона, хотя философскую его систему критиковал. Наибольшую роль в «открытии» Чжан Сюэчэна сыграл японский синолог Найто Торадзиро, который в 1920 году опубликовал его первую биографию в журнале «Синагаку» (яп. 支那學). Под влиянием Найто Торадзиро к исследованиям наследия Чжана обратился Ху Ши, составив в 1922 году хронику его жизни и трудов на китайском языке, которую сам рекламировал как «вывод историка на свет после 120 лет забвения». Много усилий для пропаганды наследия Чжана приложил известный историк и археолог Цзинь Юйфу, который оценивал методологию цинского учёного как сопоставимую с выраженной в трудах танского конфуцианца Лю Чжицзи. Оба были провозглашены величайшими историками традиционного Китая, и эта оценка стала господствующей. В 1980-е годы высокую оценку наследию Чжана вынес классик китайской марксистской историографии Хоу Вайлу, который повторил тезис, что цинский учёный относился к конфуцианскому канону как к историческому источнику.
На Западе огромную роль в повышении статуса Чжан Сюэчэна сыграл Дэвид Найвисон, который защитил по его интеллектуальному наследию диссертацию (The Literary and Historical Thought of Chang Hsüeh-ch’eng, 1738—1801: A Study of His Life and Writing, With Translations of Six Essays from the Wen-shih t’ung-i, 1953), выпущенную в 1966 году в монографическом виде. В следующем году книга Найвисона была удостоена престижной Премии Станисласа Жюльена Французской Академии надписей. В своей рецензии французский синолог Жак Жерне подчёркивал, что Найвисону удалось показать «непохожесть» мышления Чжана на привычные западному мыслителю концепции; в частности, что исторические взгляды его неотделимы от неоконфуцианской дискуссии о соотношении знания и действия. Во французской историографии пропагандистом наследия Чжана выступил Поль Демьевиль, который даже сравнивал философские взгляды китайского учёного с воззрениями Джамбаттиста Вико. Американский синолог Юй Инши в 1970-е годы зашёл ещё дальше и объявил Чжана единственным философом истории, которого породила традиционная китайская мысль. В диссертации Чжу Цзинъу 1996 года система Чжан Сюэчэна была названа «культурной философией истории» (кит. трад. 文化歷史哲學, упр. 文化历史哲学, пиньинь wénhuà lìshǐ zhéxué, палл. вэньхуа лиши чжэсюэ). Интерес к его наследию был устойчивым и в 2000-е годы.
Тайваньский историк Ван Жунцзу (Young-tsu Wong) последовательно придерживается ревизионистской парадигмы, утверждая, что Чжана нельзя сравнивать с Дай Чжэнем, а негативные оценки, вынесенные его наследию китайскими учёными XIX века (в частности, Ли Цымином и Сунь Баосюанем), справедливы. Оригинальность философии истории Чжан Сюэчэна последовательно отвергал и Цянь Чжуншу, но не был услышан в интеллектуальной и политической ситуации 1940-х годов. Ван Жунцзу утверждает, что современные оценки философии Чжан Сюэчэна переносят на него взгляды самих интерпретаторов, в то время как Чжан являлся типичным конфуцианцем-ортодоксом, ничем не выделявшимся на фоне учёных своего времени.
В Китае регулярно переиздаются собрания сохранившихся сочинений Чжан Сюэчэна. Стандартное пекинское издание 1985 года воспроизводило собрание сочинений 1922 года полными иероглифами, с пунктуацией, но без комментариев. Издания Вэньши тунъи сильно отличаются составом и научным аппаратом. Стандартным считается издание Е Ина, впервые выпущенное в 1940 году (пекинское переиздание последовало в 1983 году); оно включает 122 текста. Наиболее полное издание — включающее 298 текстов — осуществил в Ханчжоу в 1992 году Цан Сюлян, четвёртое его переиздание с новым предисловием было выпущено в 2008 году, но французский синолог Дамьен Шоссан критиковал его за небольшое количество комментариев. В Гуйяне в 1992 году вышел перевод Вэньши тунъи на современный китайский язык, выполненный Янь Цзе и У Сючэном по изданию Е Ина. Историк китайской философии Филип Айвенго в 2010 году опубликовал в английском переводе избранные эссе и письма Чжан Сюэчэна. Были отобраны те тексты, которые репрезентировали соотношение истории и этики в системе представлений мыслителя. Всего было переведено 11 текстов, из которых 8 датированы маем 1789 года, отображая конкретный этап развития философии Чжана; они были взяты из выборки в 23 эссе, которыми лично более всего гордился автор.
Дом в Шаосине, в котором Чжан Сюэчэн провёл остаток своих дней, сохранился и ныне является музеем. Дом (переулок Синьнун, № 19) типичной цинской городской архитектуры, включает три флигеля, обращённых фасадом на юг.
- Дом-музей Чжан Сюэчэна
- Вход
- Западный флигель
- Зала
- Вид на залу из внутреннего двора

### Словарно-энциклопедические издания
- Доронин Б. Г. Чжан Сюэ-чэн // Духовная культура Китая: энциклопедия в 5 тт. — М. : Восточная литература, 2009. — Т. 4: Историческая мысль. Политическая и правовая культура. — ISBN 078-5-02-036380-9.
- Мартынов Д. Е.. Чжан Сюэчэн. Большая российская энциклопедия: научно-образовательный энциклопедический портал (7 декабря 2022). Дата обращения: 3 января 2023.
- Momose Hiromu. Chang Hsüeh-ch'êng // Eminent Chinese of the Ch’ing Period (1644—1912) / Edited by Arthur W. Hummel. — Washington : Government Printing Office, 1943. — Vol. I. — P. 38—41.
- Nivison D. S. Zhang Xuecheng (Chang Hsüeh-ch'eng) // Encyclopedia of Chinese Philosophy / ed. by Antonio S. Cua. — London : Routledge, 2003. — P. 861—864. — 1020 p. — ISBN 0-415-93913-5.

### Статьи и монографии
- Доронин Б. Г. Историография императорского Китая XVII—XVIII вв. — СПб. : Филол. ф-тет СПбГУ, 2002. — 288 с. — (Азиатика). — ISBN 5-8465-0104-4.
- Кобзев А. И. Философия китайского неоконфуцианства. — М.: Издательская фирма «Восточная литература» РАН, 2002. — 606 с. — (История восточной философии). — ISBN 5-02-018063-7.
- Мартынов Д. Е. Интеллектуальная история, синология, история философии и конфуцианство // Диалог со временем. — 2014. — Вып. 47. — С. 224—239.
- Chaussende D. Reviewed Work: On Ethics and History: Essays and Letters of Zhang Xuecheng by Philip J. Ivanhoe // T'oung Pao. — 2011. — Vol. 97, no. 4/5. — P. 410—412. — JSTOR 41354785.
- Chu Shih-Chia. Chang Hsueh-ch'eng and His Contributions to Local Historiography : for the degree of Doctor of Philosophy. — Columbia University, 1950. — 225 p.
- Elman B. A. The Failures of Contemporary Chinese Intellectual History // Eighteenth-Century Studies. — 2010. — Vol. 43, no. 3. — P. 371—391.
- Mann S. «Fuxue» (Women’s Learning) by Zhang Xuecheng (1738—1801): China’s First History of Women’s Culture // Late Imperial China. — 1992. — Vol. 13, no. 1. — P. 40—62. — doi:10.1353/late.1992.0004.
- Ng On-cho. A Tension in Ch’ing Thought: «Historicism» in Seventeenth-and Eighteenth-Century Chinese Thought // Journal of the History of Ideas. — 1993. — Vol. 54, no. 4. — P. 561—583. — JSTOR 2709824.
- Nivison D. S. The Life and Thought of Chang Hsüeh-ch’eng, 1738—1801. — Stanford : Stanford University Press, 1966. — ix, 336 p. — (Stanford Studies in the Civilization of Eastern Asia).
- Wong Young-tsu. Discovery or Invention: Modern Interpretations of Zhang Xuecheng // Historiography East and West. — 2003. — Vol. 1, no. 2. — P. 178—203. — doi:10.1163/157018603774004494.
- Zhang Xuecheng. On Ethics and History : Essays and Letters of Zhang Xuecheng / translated and with an introduction by Philip J. Ivanhoe[англ.]. — Stanford : Stanford University Press, 2010. — xi, 195 p. — ISBN 978-0-8047-6128-4.